# Альвін Вольц
Альвін Вольц (нім. Alwin Wolz; 22 вересня 1897, Віндсфельд — 15 вересня 1978, Фатерштеттен) — німецький воєначальник, генерал-майор люфтваффе (1 серпня 1944). Кавалер Лицарського хреста Залізного хреста.

## Біографія
23 липня 1915 року вступив добровольцем в 2-й полк морської піхоти, з 17 липня 1916 року служив в 5-му баварському піхотному полку; командував взводом, ротою. В квітні-травні 1919 року — командир кулеметного взводу Добровольчого корпусу «Бамберг». 24 листопада 1919 року вступив в поліцію, служив у зенітних частинах. Закінчив секретні курси офіцера Генштабу (1933). З 1 травня 1935 року — начальник оперативного відділу інспекції баварської поліції порядку. 1 вересня 1935 року переведений в люфтваффе. З 1 жовтня 1937 року — командир 1-го, з 15 листопада 1938 року — 3-го дивізіону 25-го зенітного полку, з 26 серпня 1939 року — всього полку. З 1 листопада 1939 року — начальник командування ППО Штутгарта. У травні 1940 року знову очолив 25-й зенітний полк, який дислокувався в Данії, а потім у Брауншвейзі та Ганновері. З 1 лютого 1942 року — командир 135-го зенітного полку і командувач зенітною артилерією танкової армії «Африка». З 1 травня 1943 року — командир 15-ї зенітної бригади, з 1 листопада 1943 року — командувач зенітною артилерією у Північній Німеччині та Данії. З 1 травня 1944 року — командир 3-ї зенітної дивізії. 2 квітня 1945 року призначений комендантом оборони Гамбурга. 4 травня 1945 року взятий в полон британськими військами. 7 липня 1947 року звільнений.

## Нагороди
- Залізний хрест 2-го і 1-го класу
- Орден «За заслуги» (Баварія) 4-го класу з мечами
- Нагрудний знак «За поранення» в чорному
- Почесний хрест ветерана війни з мечами
- Медаль «За вислугу років у Вермахті» 4-го, 3-го і 2-го класу (18 років)
- Застібка до Залізного хреста 2-го і 1-го класу
- Нагрудний знак зенітної артилерії люфтваффе
- Нагрудний знак люфтваффе «За наземний бій»
- Німецький хрест в золоті (7 вересня 1942)
- Срібна медаль «За військову доблесть» (Італія) (1 листопада 1942)
- Лицарський хрест Залізного хреста (4 червня 1943)
- Нарукавна стрічка «Африка»